# Královédvorská niva

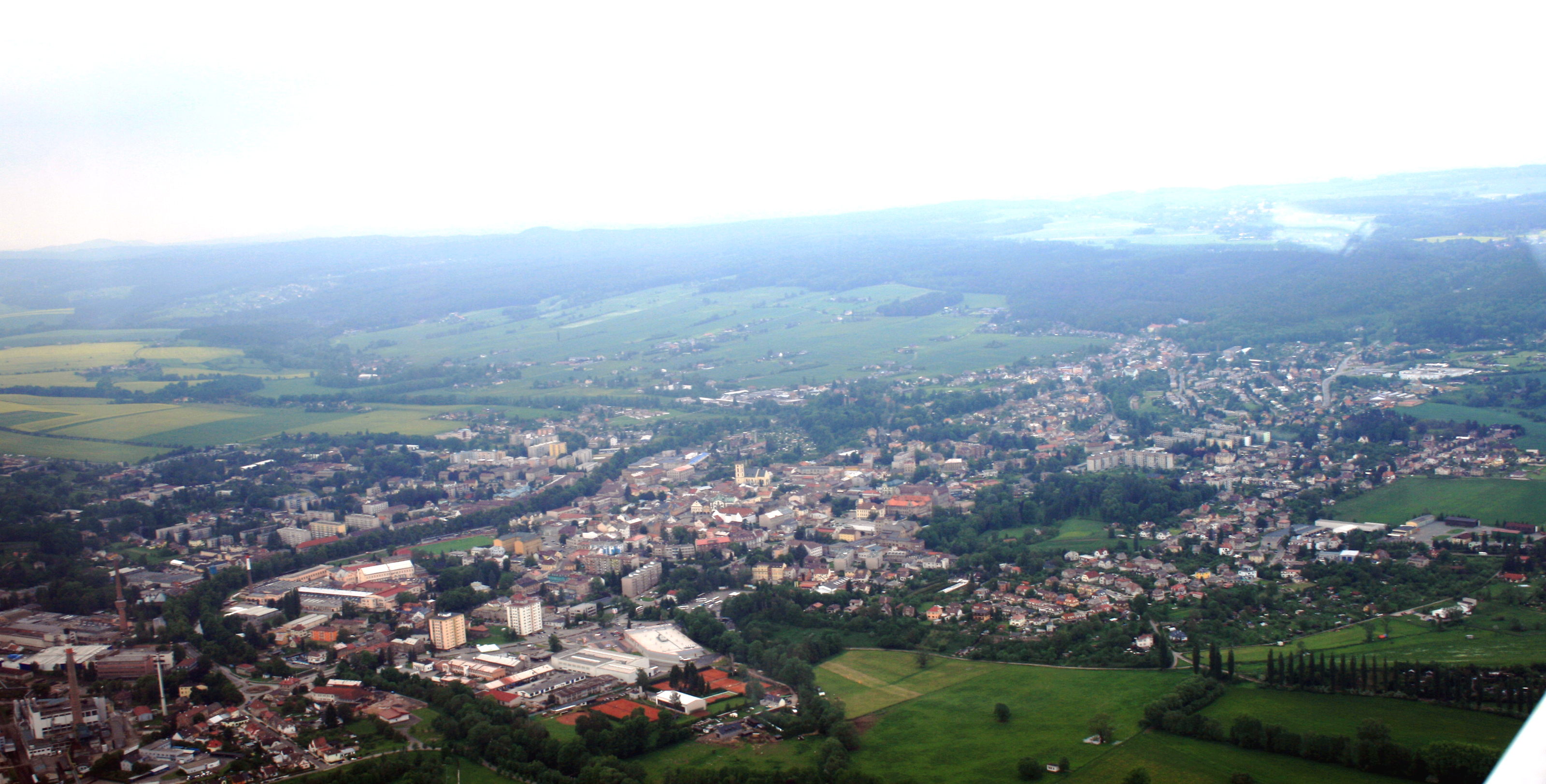
Letecký pohled na Dvůr Králové nad Labem

Královédvorská niva je geomorfologický okrsek ve východní části Bělohradské pahorkatiny. Leží v okrese Trutnov, v Královéhradeckém kraji. Území okrsku se táhne od přehrady Les Království na severozápadě, přes střed města Dvůr Králové nad Labem, po obec Kuks na jihovýchodě.

## Geomorfologické členění
Okrsek Královédvorská niva náleží do celku Jičínská pahorkatina a podcelku Bělohradská pahorkatina a dále se již nečlení. Niva sousedí s dalšími okrsky Bělohradské pahorkatiny (Libotovský hřbet na jihu a Královédvorská kotlina kolem nivy kromě jihovýchodu), na východě s Orlickou tabulí a na jihovýchodě s Východolabskou tabulí.

## Významné vrcholy
- Na borkách (291 m)[pozn. 2]